# Karol Józef Niemira
Karol Józef Niemira (Niemiera) herbu Gozdawa (zm. przed 28 lutego 1775 roku) – chorąży drohicki w 1724 roku.
Delegat i konsyliarz ziemi drohickiej w konfederacji dzikowskiej w 1734 roku.